# 塌城
塌城，位于中国青海省化隆县德加乡白土庄村，为第四批青海省文物保护单位，公布日期为1986年5月27日，类型为古遗址。
塌城的历史年代为唐。